# Campionati europei di nuoto 2012
La XXXI edizione dei campionati europei di nuoto si è svolta dal 21 al 27 maggio 2012 a Debrecen, in Ungheria, negli impianti del Debreceni Sportuszoda.
La sede delle gare è stata spostata nella città magiara nel febbraio 2012, in seguito alla rinuncia di Anversa per problemi finanziari. La scelta di Anversa era avvenuta nel corso del Bureau LEN svoltosi a Reykjavík nel maggio 2011, ad appena dodici mesi dall'inizio delle competizioni. A tale assegnazione tardiva, dovuta alla mancanza di candidature, è conseguita la fuoriuscita temporanea dal programma dei tuffi (i cui titoli continentali verranno assegnati dal 15 al 20 maggio ad Eindhoven), del nuoto di fondo (12-16 settembre a Piombino) e in seguito, con lo spostamento a Debrecen, del nuoto sincronizzato (23-27 maggio ad Eindhoven).

## Programma
| Nuoto | | | | | | |
| Lunedì 21 maggio 2012 | Martedì 22 maggio 2012 | Mercoledì 23 maggio 2012                                                                                               | Giovedì 24 maggio 2012 | Venerdì 25 maggio 2012                                                                                                 | Sabato 26 maggio 2012 | Domenica 27 maggio 2012                                                                                   |
| Dalle 09:30 - Batterie | | | | | | |
| 400 m sl M 50 m farfalla F 100 m dorso M 400 m misti F 100 m rana M 200 m dorso F 50 m farfalla m 4x100 m sl F 4x100 m sl M | 200 m sl M 100 m rana F 200 m misti M 100 m sl F 1500 m sl M                                                              | 200 m farfalla M 200 m misti F 200 rana M 100 m dorso F 50 m dorso M 800 m sl F                                        | 200 m rana F 100 m sl M 100 m farfalla F 800 m sl M 4X200 m sl F                                                                        | 200 m dorso M 200 m sl F 100 m farfalla M 50 m dorso F 50 m rana M 1500 m sl F                                         | 50 m rana F 50 m sl M 200 m farfalla F 50 m sl F 4x200 m sl M                                                                                | 400 m sl F 400 m misti M 4x100 m mista F 4x100 m mista M                                                  |
| Dalle 17:00 alle 19:00 - Semifinali e Finali                                                                                | | | | | | |
| 400 m sl M 50 m farfalla F 100 m dorso M 400 m misti F 100 m rana M 200 m dorso F 50 m farfalla M 4x100 m sl F 4x100 m sl M | 50 m farfalla M 100 m sl F 100 m dorso M 50 m farfalla F 100 m rana M 100 m rana F 200 m misti M 200 m dorso F 200 m sl M | 1500 m sl M 200 m rana M 200 m misti F 200 m sl M 100 m rana F 200 m farfalla M 100 m sl F 200 m misti M 100 m dorso F | 800 m sl F 200 m misti F 100 m sl M 100 m farfalla F 200 m rana M 100 m dorso F 200 m farfalla M 200 m rana F 50 m dorso M 4x200 m sl F | 800 m sl M 200 m sl F 100 m farfalla M 200 m rana F 100 m sl M 50 m dorso F 200 m dorso M 100 m farfalla F 50 m rana M | 1500 m sl F 50 m rana F 100 m farfalla M 200 m sl F 50 m sl M 50 m dorso F 200 m dorso M 200 m farfalla F 50 m rana M 50 m sl F 4X200 m sl M | 50 m sl F 50 m sl M 50 m rana F 200 m farfalla F 400 m misti M 400 m sl F 4x100 m mista F 4x100 m misti M |

## Nazioni e partecipanti
Hanno preso parte alla rassegna un totale di 571 atleti in rappresentanza di 44 delle federazioni affiliate alla LEN. Le delegazioni più numerose sono state quelle dell'Italia (49 atleti), dell'Ungheria (36) e della Germania (35). Quello che segue è l'elenco delle federazioni con indicato tra parentesi il numero di atleti:
- Andorra (1: 1 f)
- Austria (20: 11 m, 9 f)
- Belgio (14: 12 m, 2 f)
- Bielorussia (10: 6 m, 4 f)
- Bosnia ed Erzegovina (1: 1 f)
- Bulgaria (7: 4 m, 3 f)
- Cipro (2: 2 f)
- Croazia (12: 9 m, 3 f)
- Estonia (13: 8 m, 5 f)
- Finlandia (11: 3 m, 9 f)
- Francia (27: 15 m, 12 f)
- Georgia (2: 2 m)
- Germania (36: 21 m, 15 f)
- Gran Bretagna (5: 4 m, 1 f)
- Grecia (18: 9 m, 9 f)

- Irlanda (7: 1 m, 6 f)
- Islanda (12: 3 m, 9 f)
- Fær Øer (4: 1 m, 3 f)
- Israele (16: 14 m, 2 f)
- Italia (49: 30 m, 19 f)
- Lettonia (8: 5 m, 3 f)
- Liechtenstein (1: 1 f)
- Lituania (13: 10 m, 3 f)
- Lussemburgo (3: 3 m)
- Moldavia (6: 3 m, 3 f)
- Montenegro (1: 1 f)
- Norvegia (16: 7 m, 9 f)
- Paesi Bassi (3: 3 f)
- Polonia (21: 12 m, 9 f)
- Portogallo (12: 10 m, 2 f)

- Rep. Ceca (19: 10 m, 9 f)
- Macedonia (3: 1 m, 2 f)
- Romania (4: 3 m, 1 f)
- Russia (21: 14 m, 7 f)
- San Marino (2: 2 f)
- Serbia (11: 9 m, 2 f)
- Slovenia (21: 9 m, 12 f)
- Slovacchia (20: 12 m, 8 f)
- Spagna (16: 4 m, 12 f)
- Svezia (17: 6 m, 11 f)
- Svizzera (16: 13 m, 3 f)
- Turchia (14: 5 m, 9 f)
- Ucraina (19: 11 m, 8)
- Ungheria (36: 20 m, 16 f)

## Medagliere
| Posizione | Paese         | Oro | Argento | Bronzo | Totale |
| --------- | ------------- | --- | ------- | ------ | ------ |
| 1         | Ungheria      | 9   | 10      | 7      | 26     |
| 2         | Germania      | 8   | 6       | 3      | 17     |
| 3         | Italia        | 6   | 8       | 4      | 18     |
| 4         | Francia       | 4   | 4       | 3      | 11     |
| 5         | Spagna        | 3   | 1       | 3      | 7      |
| 6         | Svezia        | 2   | 4       | 2      | 8      |
| 7         | Norvegia      | 2   | 0       | 1      | 3      |
| 8         | Grecia        | 1   | 0       | 5      | 6      |
| 9         | Israele       | 1   | 0       | 4      | 5      |
| 10        | Rep. Ceca     | 1   | 0       | 2      | 3      |
| 11        | Slovenia      | 1   | 0       | 1      | 2      |
| 12        | Polonia       | 1   | 0       | 0      | 1      |
| 12        | Serbia        | 1   | 0       | 0      | 1      |
| 14        | Gran Bretagna | 0   | 2       | 0      | 2      |
| 15        | Ucraina       | 0   | 1       | 2      | 3      |
| 16        | Russia        | 0   | 1       | 1      | 2      |
| 17        | Croazia       | 0   | 1       | 0      | 1      |
| 17        | Estonia       | 0   | 1       | 0      | 1      |
| 17        | Irlanda       | 0   | 1       | 0      | 1      |
| 17        | Paesi Bassi   | 0   | 1       | 0      | 1      |
| 21        | Austria       | 0   | 0       | 1      | 1      |
| 21        | Bielorussia   | 0   | 0       | 1      | 1      |
| 21        | Romania       | 0   | 0       | 1      | 1      |
| Totale    | Totale        | 40  | 41      | 41     | 122    |

## Podi

### Uomini
| Evento                          | Oro | Perform. | Argento | Perform. | Bronzo                                                                        | Perform. |
| Stile libero                    | |          | |          |                                                                               |          |
| 50 m (dettagli)                 | Frédérick Bousquet | 21"80    | Stefan Nystrand                                                                                            | 22"04    | Andrij Hovorov                                                                | 22"18    |
| 100 m (dettagli)                | Filippo Magnini | 48"77    | Alain Bernard                                                                                              | 48"95    | Norbert Trandafir                                                             | 49"13    |
| 200 m (dettagli)                | Paul Biedermann | 1'46"27  | Amaury Leveaux                                                                                             | 1'47"69  | Dominik Kozma                                                                 | 1'47"72  |
| 400 m (dettagli)                | Paul Biedermann | 3'47"84  | Gergő Kis                                                                                                  | 3'48"09  | Samuel Pizzetti                                                               | 3'48"66  |
| 800 m (dettagli)                | Gergő Kis | 7'49"46  | Gregorio Paltrinieri                                                                                       | 7'52"23  | Serhiy Frolov                                                                 | 7'52"81  |
| 1500 m (dettagli)               | Gregorio Paltrinieri | 14'48"92 | Gergő Kis                                                                                                  | 14'58"15 | Gergely Gyurta                                                                | 15'04"38 |
| Dorso                           | |          | |          |                                                                               |          |
| 50 m (dettagli)                 | Jonatan Kopelev | 24"73    | Mirco Di Tora                                                                                              | 24"95    | Dorian Gandin Guy Barnea Richárd Bohus                                        | 25"14    |
| 100 m (dettagli)                | Aristeidis Grigoriadis | 53"86    | Helge Meeuw                                                                                                | 54"06    | Yakov Yan Toumarkin                                                           | 54"14    |
| 200 m (dettagli)                | Radosław Kawęcki | 1'55"28  | Péter Bernek                                                                                               | 1'55"88  | Yakov Yan Toumarkin                                                           | 1'57"35  |
| Rana                            | |          | |          |                                                                               |          |
| 50 m (dettagli)                 | Damir Dugonjič | 27"32    | Fabio Scozzoli                                                                                             | 27"49    | Panagiōtīs Samilidīs                                                          | 27"64    |
| 100 m (dettagli)                | Fabio Scozzoli | 1'00"55  | Valerij Dymo                                                                                               | 1'00"68  | Mattia Pesce                                                                  | 1'00"93  |
| 200 m (dettagli)                | Dániel Gyurta | 2'08"60  | Marco Koch                                                                                                 | 2'09"26  | Panagiōtīs Samilidīs                                                          | 2'09"72  |
| Farfalla                        | |          | |          |                                                                               |          |
| 50 m (dettagli)                 | Rafael Muñoz Pérez | 23"16    | Frédérick Bousquet                                                                                         | 23"30    | Jaŭhen Curkin                                                                 | 23"37    |
| 100 m (dettagli)                | Milorad Čavić | 51"45    | László Cseh                                                                                                | 51"77    | Matteo Rivolta                                                                | 52"40    |
| 200 m (dettagli)                | László Cseh | 1'54"95  | Bence Biczó                                                                                                | 1'55"85  | Ioannis Drymonakos                                                            | 1'56"48  |
| Misti                           | |          | |          |                                                                               |          |
| 200 m (dettagli)                | László Cseh | 1'56"66  | James Goddard                                                                                              | 1'57"84  | Markus Rogan                                                                  | 1'59"39  |
| 400 m (dettagli)                | László Cseh | 4'12"17  | Dávid Verrasztó                                                                                            | 4'14"23  | Ioannis Drymonakos                                                            | 4'14"41  |
| Staffette                       | |          | |          |                                                                               |          |
| 4x100 m stile libero (dettagli) | Francia Amaury Leveaux Alain Bernard Frédérick Bousquet Jérémy Stravius Mehdy Metella* Lorys Bourelly*                    | 3'13"55  | Italia Andrea Rolla Marco Orsi Michele Santucci Filippo Magnini Gianluca Maglia* Luca Leonardi*            | 3'14"71  | Russia Vitalij Syrnikov Oleg Tichobaev Nikita Konovalov Vjačeslav Andruščenko | 3'15"13  |
| 4x200 m stile libero (dettagli) | Germania Paul Biedermann Dimitri Colupaev Clemens Rapp Tim Wallburger                                                     | 7'09"17  | Italia Gianluca Maglia Riccardo Maestri Samuel Pizzetti Filippo Magnini Alex Di Giorgio* Marco Belotti*    | 7'13"10  | Ungheria Dominik Kozma Gergő Kis Péter Bernek László Cseh                     | 7'13"60  |
| 4x100 m misti (dettagli)        | Italia Mirco Di Tora Fabio Scozzoli Matteo Rivolta Filippo Magnini Matteo Milli* Mattia Pesce* Piero Codia* Andrea Rolla* | 3'32"80  | Germania Helge Meeuw Christian vom Lehn Steffen Deibler Marco di Carli Christian Diener* Dimitri Colupaev* | 3'34"41  | Ungheria Péter Bernek Dániel Gyurta László Cseh Dominik Kozma Bence Pulai*    | 3'34"57  |

### Donne
| Evento                          | Oro | Perform. | Argento | Perform. | Bronzo                                                                             | Perform. |
| Stile libero                    | |          | |          |                                                                                    |          |
| 50 m (dettagli)                 | Britta Steffen | 24"37    | Hinkelien Schreuder                                                                                          | 24"78    | Nery-Mantey Niangkouara                                                            | 24"93    |
| 100 m (dettagli)                | Sarah Sjöström | 53"61    | Britta Steffen                                                                                               | 54"15    | Daniela Schreiber                                                                  | 54"41    |
| 200 m (dettagli)                | Federica Pellegrini | 1'56'76  | Silke Lippok                                                                                                 | 1'58'19  | Ophélie-Cyrielle Étienne                                                           | 1'58'23  |
| 400 m (dettagli)                | Coralie Balmy | 4'05"31  | Mireia Belmonte García                                                                                       | 4'05"45  | Ophélie-Cyrielle Étienne                                                           | 4'07"47  |
| 800 m (dettagli)                | Boglárka Kapás | 8'26"49  | Coralie Balmy                                                                                                | 8'27"79  | Éva Risztov                                                                        | 8'27"87  |
| 1500 m (dettagli)               | Mireia Belmonte García | 16'05"34 | Éva Risztov                                                                                                  | 16'10"04 | Erika Villaécija-Garcia                                                            | 16'15"85 |
| Dorso                           | |          | |          |                                                                                    |          |
| 50 m (dettagli)                 | Mercedes Peris-Minguet | 28"25    | Arianna Barbieri Sanja Jovanović                                                                             | 28"31    | non assegnato                                                                      |          |
| 100 m (dettagli)                | Jenny Mensing | 1'00"08  | Arianna Barbieri                                                                                             | 1'00"54  | Simona Baumrtová                                                                   | 1'00"57  |
| 200 m (dettagli)                | Alexianne Castel | 2'08"41  | Jenny Mensing                                                                                                | 2'09"55  | Duane Da Rocha-Marcé                                                               | 2'09"56  |
| Rana                            | |          | |          |                                                                                    |          |
| 50 m (dettagli)                 | Petra Chochová | 31"25    | Sycerika McMahon                                                                                             | 31"27    | Caroline Ruhnau                                                                    | 31"35    |
| 100 m (dettagli)                | Sarah Poewe | 1'07"33  | Jennie Johansson                                                                                             | 1'07"85  | Marina García Urzainqui                                                            | 1'07"91  |
| 200 m (dettagli)                | Sara Nordenstam | 2'26"91  | Irina Novikova                                                                                               | 2'27"25  | Sarah Poewe                                                                        | 2'27"80  |
| Farfalla                        | |          | |          |                                                                                    |          |
| 50 m (dettagli)                 | Sarah Sjöström | 25"64    | Triin Aljand                                                                                                 | 25"92    | Ingvild Snildal                                                                    | 26"16    |
| 100 m (dettagli)                | Ingvild Snildal | 58"04    | Martina Granström                                                                                            | 58"07    | Amit Ivri                                                                          | 58"78    |
| 200 m (dettagli)                | Katinka Hosszú | 2'07"28  | Zsuzsanna Jakabos                                                                                            | 2'07"86  | Martina Granström                                                                  | 2'08"22  |
| Misti                           | |          | |          |                                                                                    |          |
| 200 m (dettagli)                | Katinka Hosszú | 2'10"84  | Sophie Allen                                                                                                 | 2'11"49  | Evelyn Verrasztó                                                                   | 2'11"63  |
| 400 m (dettagli)                | Katinka Hosszú | 4'33"76  | Zsuzsanna Jakabos                                                                                            | 4'35"68  | Barbora Závadová                                                                   | 4'38"07  |
| Staffette                       | |          | |          |                                                                                    |          |
| 4x100 m stile libero (dettagli) | Germania Britta Steffen Silke Lippok Lisa Vitting Daniela Schreiber                                                          | 3'37"98  | Svezia Ida Marko-Varga Michelle Coleman Sarah Sjöström Gabriella Fagundez Nathalie Lindborg* Louise Hansson* | 3'38"40  | Italia Alice Mizzau Federica Pellegrini Erica Buratto Erika Ferraioli Alice Nesti* | 3'39"84  |
| 4x200 m stile libero (dettagli) | Italia Alice Mizzau Alice Nesti Diletta Carli Federica Pellegrini Martina De Memme* Erica Buratto*                           | 7'52"90  | Ungheria Zsuzsanna Jakabos Evelyn Verrasztó Ágnes Mutina Katinka Hosszú                                      | 7’54"70  | Slovenia Sara Isaković Anja Klinar Urša Bežan Mojca Sagmeister                     | 7'59"73  |
| 4x100 m misti (dettagli)        | Germania Jenny Mensing Sarah Poewe Alexandra Wenk Britta Steffen Lisa Graf* Caroline Ruhnau* Sina Sutter* Daniela Schreiber* | 3'58"43  | Italia Arianna Barbieri Chiara Boggiatto Ilaria Bianchi Alice Mizzau Carlotta Zofkova* Silvia Di Pietro*     | 4'01'92  | Svezia Therese Svendsen Joline Höstman Martina Granström Nathalie Lindborg         | 4'05"58  |

Legenda:
- = record del mondo.
- = record europeo.
- = record dei campionati.

## Trofeo dei campionati
Il trofeo dei campionati (Championships Trophy), basato sui piazzamenti ottenuti nelle finali, è stato conquistato dall'Italia, che ha concluso la classifica davanti all'Ungheria e alla Germania.
Classifica finale:
| Pos. | Paese    | Tot. | M   | F   |
| ---- | -------- | ---- | --- | --- |
| 1    | Italia   | 780  | 447 | 333 |
| 2    | Ungheria | 745  | 418 | 327 |
| 3    | Germania | 671  | 315 | 356 |
| 4    | Francia  | 419  | 268 | 151 |
| 5    | Spagna   | 281  | 39  | 242 |
| 6    | Svezia   | 276  | 68  | 208 |
| 7    | Grecia   | 262  | 139 | 123 |
| 8    | Russia   | 250  | 209 | 41  |
| 9    | Ucraina  | 233  | 132 | 101 |
| 10   | Israele  | 195  | 158 | 37  |

## Atleti plurimedagliati
Il seguente è l'elenco dei vincitori di almeno due medaglie:
| Pos. | Atleta                   | Sesso | Paese    | Oro | Argento | Bronzo | Totale |
| ---- | ------------------------ | ----- | -------- | --- | ------- | ------ | ------ |
| 1    | László Cseh              | M     | Ungheria | 3   | 1       | 2      | 6      |
| 2    | Katinka Hosszú           | F     | Ungheria | 3   | 1       | 0      | 4      |
| 2    | Britta Steffen           | F     | Germania | 3   | 1       | 0      | 4      |
| 4    | Paul Biedermann          | M     | Germania | 3   | 0       | 0      | 3      |
| 5    | Filippo Magnini          | M     | Italia   | 2   | 2       | 0      | 4      |
| 6    | Frédérick Bousquet       | M     | Francia  | 2   | 1       | 0      | 3      |
| 6    | Jenny Mensing            | F     | Germania | 2   | 1       | 0      | 3      |
| 6    | Fabio Scozzoli           | M     | Italia   | 2   | 1       | 0      | 3      |
| 6    | Sarah Sjöström           | F     | Svezia   | 2   | 1       | 0      | 3      |
| 10   | Federica Pellegrini      | F     | Italia   | 2   | 0       | 1      | 3      |
| 10   | Sarah Poewe              | F     | Germania | 2   | 0       | 1      | 3      |
| 10   | Daniela Schreiber        | F     | Germania | 2   | 0       | 1      | 3      |
| 13   | Gergő Kis                | M     | Ungheria | 1   | 2       | 1      | 4      |
| 14   | Alice Mizzau             | F     | Italia   | 1   | 1       | 1      | 3      |
| 15   | Coralie Balmy            | F     | Francia  | 1   | 1       | 0      | 2      |
| 15   | Mireia Belmonte García   | M     | Spagna   | 1   | 1       | 0      | 2      |
| 15   | Alain Bernard            | M     | Francia  | 1   | 1       | 0      | 2      |
| 15   | Dimitri Colupaev         | M     | Germania | 1   | 1       | 0      | 2      |
| 15   | Mirco Di Tora            | M     | Italia   | 1   | 1       | 0      | 2      |
| 15   | Amaury Leveaux           | M     | Francia  | 1   | 1       | 0      | 2      |
| 15   | Silke Lippok             | F     | Germania | 1   | 1       | 0      | 2      |
| 15   | Gregorio Paltrinieri     | M     | Italia   | 1   | 1       | 0      | 2      |
| 15   | Andrea Rolla             | M     | Italia   | 1   | 1       | 0      | 2      |
| 24   | Erica Buratto            | F     | Italia   | 1   | 0       | 1      | 2      |
| 24   | Dániel Gyurta            | M     | Ungheria | 1   | 0       | 1      | 2      |
| 24   | Alice Nesti              | F     | Italia   | 1   | 0       | 1      | 2      |
| 24   | Mattia Pesce             | M     | Italia   | 1   | 0       | 1      | 2      |
| 24   | Matteo Rivolta           | M     | Italia   | 1   | 0       | 1      | 2      |
| 24   | Caroline Ruhnau          | F     | Germania | 1   | 0       | 1      | 2      |
| 24   | Ingvild Snildal          | F     | Norvegia | 1   | 0       | 1      | 2      |
| 31   | Arianna Barbieri         | F     | Italia   | 0   | 3       | 0      | 3      |
| 31   | Zsuzsanna Jakabos        | F     | Ungheria | 0   | 3       | 0      | 3      |
| 33   | Gianluca Maglia          | M     | Italia   | 0   | 2       | 0      | 2      |
| 33   | Helge Meeuw              | M     | Germania | 0   | 2       | 0      | 2      |
| 35   | Péter Bernek             | M     | Ungheria | 0   | 1       | 2      | 3      |
| 35   | Martina Granström        | F     | Svezia   | 0   | 1       | 2      | 3      |
| 37   | Nathalie Lindborg        | F     | Svezia   | 0   | 1       | 1      | 2      |
| 37   | Samuel Pizzetti          | M     | Italia   | 0   | 1       | 1      | 2      |
| 37   | Éva Risztov              | F     | Ungheria | 0   | 1       | 1      | 2      |
| 37   | Evelyn Verrasztó         | F     | Ungheria | 0   | 1       | 1      | 2      |
| 41   | Dominik Kozma            | M     | Ungheria | 0   | 0       | 3      | 3      |
| 41   | Ioannis Drymonakos       | M     | Ungheria | 0   | 0       | 3      | 3      |
| 41   | Ophélie-Cyrielle Étienne | F     | Francia  | 0   | 0       | 3      | 3      |